# Vaseno
Vaseno – wieś w Słowenii, w gminie Kamnik. W 2018 roku liczyła 25 mieszkańców.